# 7573 Basfifty
7573 Basfifty è un asteroide della fascia principale. Scoperto nel 1989, presenta un'orbita caratterizzata da un semiasse maggiore pari a 3,1017089 UA e da un'eccentricità di 0,1688427, inclinata di 2,55823° rispetto all'eclittica.